# 11-Deoxycorticosterone
11-Deoxycorticosterone (DOC), hoặc đơn giản là deoxycorticosterone, còn được gọi là 21-hydroxyprogesterone, cũng như desoxycortone (INN), deoxycortone, và cortexone, là một hormone steroid được sản xuất bởi tuyến thượng thận mà sở hữu mineralocorticoid hoạt động và hoạt động như một tiền chất của aldosterone. Đây là một loại khoáng chất hoạt tính (Na + -retained). Như tên gọi của nó, 11-deoxycorticosterone có thể được hiểu là dẫn xuất 21-hydroxy của progesterone hoặc là dẫn xuất 11- deoxy của corticosterone.
DOCA là tên viết tắt của ester 11-deoxycorticosterone axetat.

## Hoạt động sinh học
DOC là một loại mineralocorticoid mạnh nhưng hầu như không có hoạt tính glucocorticoid. Tuy nhiên, 11β-hydroxyl hóa DOC tạo ra corticosterone và làm giảm hoạt động glucocorticoid, cùng với hoạt tính khoáng hóa giảm 10 lần. Ngoài hoạt động khoáng chất của nó, DOC đã được phát hiện sở hữu một phần ba đến một phần mười tiềm năng của progesterone như một proestogen khi dùng một cách có hệ thống cho thỏ. Tuy nhiên, nó không có hoạt động như vậy khi áp dụng trực tiếp vào niêm mạc tử cung của chuột. Sự khác biệt có thể liên quan đến thực tế là DOC có thể được chuyển đổi thành progesterone in vivo.

## Vai trò sinh học
DOC là một phân tử tiền chất để sản xuất aldosterone. Con đường chính để sản xuất aldosterone là ở khu vực cầu thận thượng thận của tuyến thượng thận. Nó không phải là một hormone tiết chính. Nó được sản xuất từ progesterone bởi 21β-hydroxylase và được chuyển thành corticosterone bởi 11β-hydroxylase. Corticosterone sau đó được chuyển thành aldosterone bởi aldosterone synthase.
Hầu hết các DOC được tiết ra bởi zona fasciculata của vỏ thượng thận cũng tiết ra cortisol, và một lượng nhỏ bởi zona glomerulosa, chất này tiết ra aldosterone. DOC kích thích các ống thu thập (các ống cùng phân nhánh để nuôi bàng quang) để tiếp tục bài tiết kali theo cách tương tự như aldosterone nhưng không giống như aldosterone ở cuối ống lượn (xa). Đồng thời, nó gần như không quá nghiêm ngặt trong việc giữ lại natri như aldosterone, ít hơn 20 lần. DOC chỉ chiếm 1% lượng natri giữ bình thường  Ngoài việc thiếu sức sống vốn có của nó, còn có một cơ chế thoát được kiểm soát bởi một loại hormone không steroid không xác định , ghi đè lên khả năng bảo tồn natri của DOC sau vài ngày giống như aldosterone cũng bị ghi đè. Hormone này có thể là hormone peptide kallikrein,  được tăng cường bởi DOC và bị ức chế bởi aldosterone. Nếu natri trở nên rất cao, DOC cũng làm tăng lưu lượng nước tiểu. DOC có khoảng 1/20 khả năng giữ natri của aldosterone,  và được cho là chỉ bằng một phần trăm aldosterone khi uống nước cao. Vì DOC có khoảng 1/5 khả năng bài tiết kali của aldosterone,  có lẽ phải có sự trợ giúp của aldosterone nếu hàm lượng kali huyết thanh trở nên quá cao. Tiêm DOC không gây ra sự bài tiết kali bổ sung khi lượng natri thấp. Điều này có lẽ là do aldosterone đã kích thích dòng chảy kali. Khi natri thấp DOC có thể sẽ không phải có mặt, nhưng khi natri tăng aldosterone giảm đáng kể, và DOC có thể có xu hướng tiếp quản.
DOC có một phản hồi tương tự đối với kali là aldosterone. Tăng kali huyết thanh gây ra sự gia tăng bài tiết DOC. Tuy nhiên, natri có rất ít tác dụng,  và tác dụng của nó là trực tiếp. Angiotensin (hormone huyết áp) ít ảnh hưởng đến DOC,  nhưng DOC gây ra sự sụt giảm nhanh chóng của renin, và do đó angiotensin I, tiền chất của angiotensin II. Do đó, DOC phải gián tiếp ức chế aldosterone vì aldosterone phụ thuộc vào angiotensin II. Natri, và do đó thể tích máu, rất khó để điều tiết bên trong. Đó là, khi một liều lớn natri đe dọa cơ thể bị huyết áp cao, nó không thể được giải quyết bằng cách chuyển natri vào không gian nội bào (bên trong tế bào). Các tế bào màu đỏ sẽ có thể, nhưng điều đó sẽ không thay đổi lượng máu. Kali, mặt khác, có thể được di chuyển vào không gian nội bào lớn, và rõ ràng đó là bởi DOC ở thỏ. Do đó, một vấn đề về kali máu cao có thể được giải quyết phần nào mà không vứt bỏ quá nhiều thứ đôi khi là một khoáng chất khan hiếm nguy hiểm không thể được bơm tích cực độc lập với natri. Điều bắt buộc là phải giữ đủ kali vì thiếu hụt khiến tim mất lực. di chuyển kali vào các tế bào sẽ làm tăng thêm vấn đề về natri bởi vì khi kali di chuyển vào trong tế bào, một lượng natri nhỏ hơn sẽ di chuyển ra ngoài. Vì vậy, mong muốn giải quyết vấn đề huyết áp càng nhiều càng tốt bằng cách giảm renin ở trên, do đó tránh mất natri, thường là nguồn cung rất ngắn trên thảo nguyên châu Phi nơi tổ tiên của con người có thể tiến hóa.
Sự giống nhau của mô hình của lực điện động do DOC tạo ra trong ống thận với lượng kali bình thường và sự khác biệt hoàn toàn về hình dạng của chúng khi được tạo ra bởi các ống thiếu kali,  sẽ có xu hướng ủng hộ quan điểm trên. Các thuộc tính trên phù hợp với một loại hormone được dựa vào để giải phóng cả natri và kali dư thừa. Hành động của DOC trong việc tăng cường kallikrein, hormone peptide được cho là "hormone thoát" của natri và hành động của aldosterone trong việc ức chế nó,  cũng ủng hộ khái niệm trên.
ACTH có tác dụng nhiều hơn với DOC so với aldosterone. Điều này có thể là để kiểm soát hệ thống miễn dịch đối với sự điều hòa chất điện giải trong khi bị tiêu chảy  kể từ khi mất nước, aldosterone hầu như biến mất  mọi cách mặc dù renin và angiotensin tăng cao. Vì lý do biến mất aldosterone này mà các chất bổ sung kali rất nguy hiểm trong quá trình mất nước và không được thử cho đến ít nhất một giờ sau khi bù nước để có thời gian cho các hormone đến nhân.
Mục đích chính của DOC là điều chỉnh chất điện giải. Tuy nhiên, nó có tác dụng khác, như loại bỏ kali khỏi bạch cầu  và cơ bắp,  làm giảm sự hình thành glycogen  và kích thích đồng có chứa enzyme lysyl oxyase  và mô liên kết,  được sử dụng bởi cơ thể để giúp sống sót trong quá trình lãng phí kali bệnh đường ruột. Hiệu quả cao hơn của DOC trong việc cho phép bài tiết natri (hoặc có lẽ nên được biểu thị là không hiệu quả khi lưu giữ) phải một phần thông qua các thay đổi hình thái trong các tế bào thận vì thoát khỏi sự lưu giữ natri của DOC mất vài ngày để thực hiện và khi nó xảy ra, các tế bào này hiệu quả hơn trong việc dỡ natri nếu sau đó natri được thêm vào so với các tế bào quen với lượng thấp trước đó. Do đó, nghịch lý là, một lượng muối thấp nên được bảo vệ chống mất natri trong mồ hôi.
Progesterone ngăn ngừa một số mất kali bằng DOC.

## Hình ảnh bổ sung

Steroidogenesis
Corticosteron